# Shirley Ann Jackson
Pour les articles homonymes, voir Jackson.
Ne doit pas être confondu avec Shirley Jackson.
Shirley Ann Jackson née le 5 août 1946 à Washington dans le district de Columbia aux États-Unis, est une physicienne américaine, spécialisée dans le domaine de la physique des matières condensées et des matériaux opto-électroniques. 
En 1973, elle devient la première femme afro-américaine à obtenir un doctorat du Massachusetts Institute of Technology (MIT) en physique nucléaire. Elle est nommée 18e présidente de l'Institut polytechnique Rensselaer le 1er juillet 1999.
Elle est membre de multiples conseils d'administration d'entreprises importantes ; elle figure parmi les présidents d'institutions universitaires les plus occupés par ces postes annexes. Elle figure aussi parmi les présidents d'institution universitaires les mieux payés par leur employeur. Au cours de sa carrière, Shirley Ann Jackson a aussi présidé la commission de réglementation nucléaire des États-Unis (NRC).

## Biographie

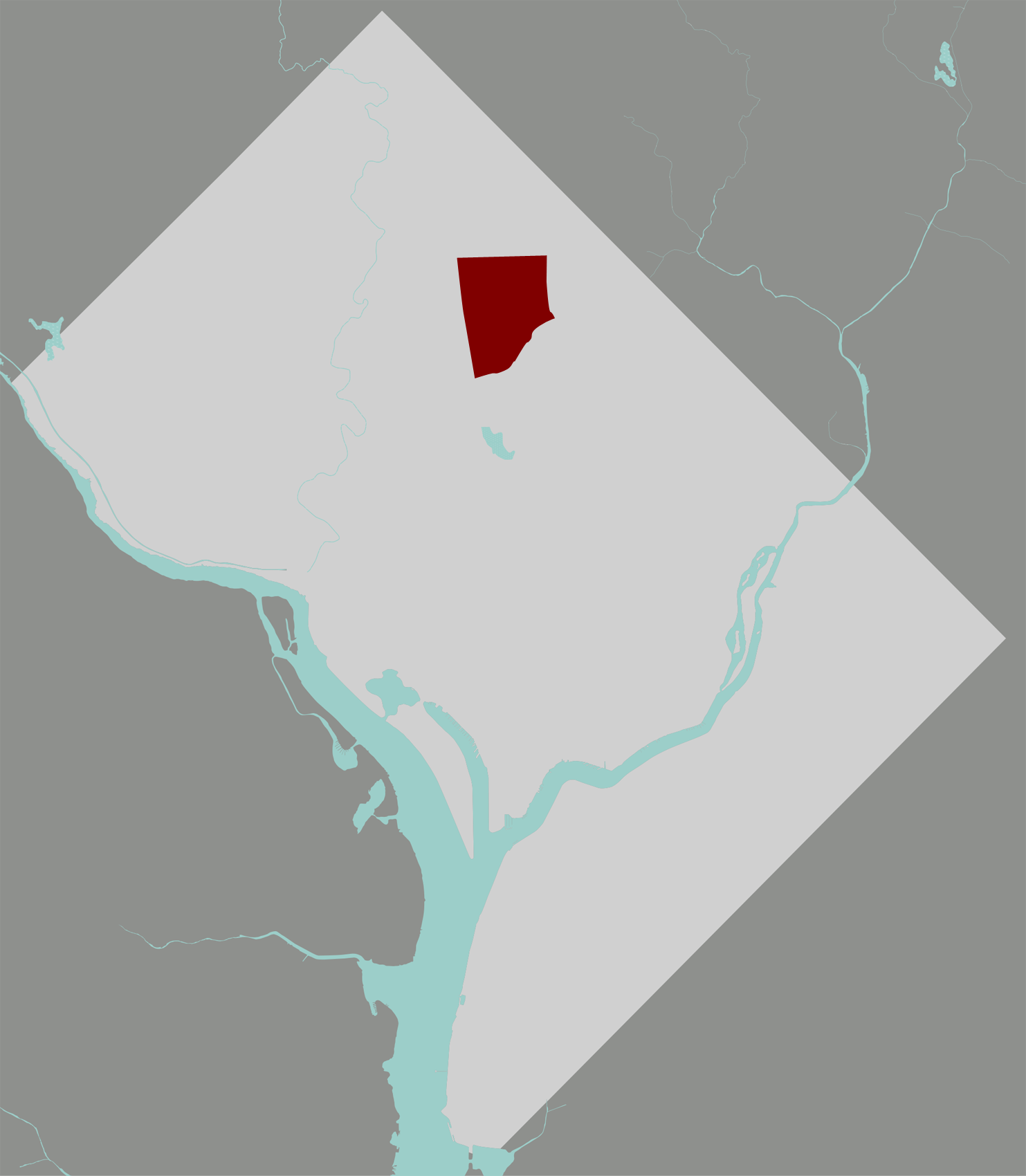
Le quartier de Petworth, en rouge, où Shirley Ann Jackson a grandi.

Shirley Ann Jackson est la deuxième enfant d'une fratrie de quatre, née le 5 août 1946 à Washington, aux États-Unis. Sa mère, Beatrice Cosby Jackson, est assistante sociale et son père, George Hiter Jackson, superviseur aux services postaux américains. Elle a une grande sœur, Barbara, une petite sœur, Gloria, et un frère, George Lewis, cadet de la fratrie ; tous sont encouragés tôt par leurs parents à se passionner pour la science et à faire des études. Encore à l'école, elle participe ainsi à de multiples science fairs (concours de science), et s'occupe en observant les mouvements des abeilles et leur comportement. Aidées de leur père, elle et sa sœur construisent également des caisses à savon.
Avec sa sœur Gloria, elle effectue son école primaire à l'école pour Noirs du quartier voisin, l'école de Park View. Leur inscription à l'école Barnard, réservée aux Blancs, alors majoritaires dans le quartier de Petworth, leur ayant été refusée.
Lorsque la cour suprême des États-Unis rend le jugement intitulé Brown v. The Board of Education of Topeka en 1954, amenant à l'interdiction de la ségrégation raciale dans le système éducatif, Jackson passe en third grade et est scolarisée à l'école Barnard, devenue mixte, où elle est rapidement orientée vers les mathématiques par ses professeurs.

### Études

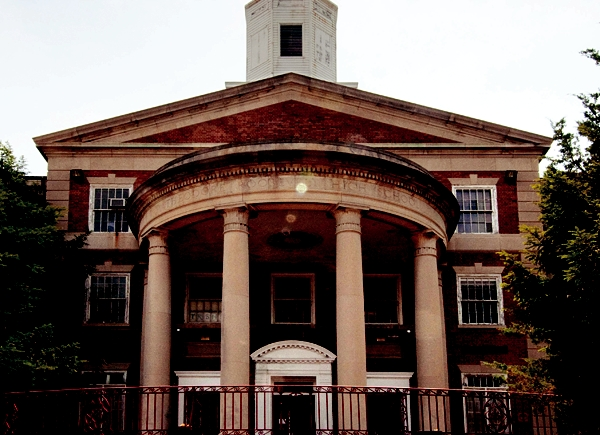
La Roosevelt High School où Shirley Ann Jackson a étudié, 2011.

La compétition entre l'URSS et les États-Unis pour la conquête de l'espace durant les années 1960 amène à la promotion des sciences auprès de la population. Jackson considère qu'elle a bénéficié de ce contexte lors de ses études, lui permettant d'accéder à des écoles « racialement mixtes » et à des contenus éducatifs orientés vers les sciences.
Elle étudie à la MacFarland Junior High School, où elle apprend le latin, puis à la Roosevelt Senior High School (en), sous la direction de professeurs la poussant vers des études scientifiques ; elle bénéficie de l'environnement de l'époque qui encourageait les étudiants à suivre des programmes avancés en sciences, elle suit ainsi un honors program en seventh grade. Major de sa promotion en 1964 et intéressée à la fois par les mathématiques et la physique, elle s'oriente vers des études supérieures dans ces domaines. Poussée par la principale adjointe de son lycée, elle s'inscrit au Massachusetts Institute of Technology (MIT).
Elle reçoit à la suite de sa sortie du lycée plusieurs bourses de Martin Marietta, de la grande loge de Prince Hall et de l'église baptiste de l'avenue Vermont. Malgré ces bourses, elle travaille en plus au laboratoire de nutrition et de sciences nutritionnelles du MIT afin de payer le reste de ses frais de scolarité.
Jackson a effectué ses études supérieures au Massachusetts Institute of Technology, et obtenu en 1968 un BSc en physique après avoir réalisé un projet sur les supraconducteurs. Reçue à plusieurs autres universités, Harvard, l'université Brown et l'université de Chicago, elle préfère poursuivre les cours au MIT, soutenue par trois bourses allouées par Martin Marietta de 1972 à 1973, la National Science Foundation de 1968 à 1971 et la Ford Foundation de 1971 à 1973, ce malgré le traitement discriminatoire de la plupart des élèves et de certains professeurs.
Elle s'implique dans la vie étudiante au travers de son intégration dans la sororité Delta Sigma Theta chapitre Iota (en), et dans des activités extrascolaires, effectuant du bénévolat, des cours de tutorat au Young Men's Christian Association de Roxbury.
Elle devient ainsi en 1973 la première femme afro-américaine à obtenir un Ph.D. du MIT, la deuxième à obtenir un Ph.D. en physique aux États-Unis,. Ce doctorat, effectué sous la direction de James Young, le premier professeur noir ayant obtenu une chaire de physique permanente au MIT, traite de physique théorique des particules,.
Désirant se concentrer sur l'étude académique, elle effectue son post-doctorat sur les interactions fortes entre particules subatomiques dans plusieurs laboratoires et centres de recherche réputés. Elle travaille d'abord au Fermilab à Batavia dans l'Illinois de 1973 à 1974, puis elle part pendant un an en Europe au CERN où elle donne des conférences grâce à une bourse de la Ford Foundation, effectue des cours d'été à Erice en Italie et à l’École d'été de physique théorique à Les Houches en France, puis donne des cours à l'Advanced Study Institute à Anvers en Belgique avant de revenir aux États-Unis. Là elle passe un an au Fermilab, un an au Centre de l'accélérateur linéaire de Stanford et au Centre pour la physique d'Aspen. Vers cette époque, elle entreprend aussi de suivre des cours en politique publique.

### Carrière

#### AT&T
Durant une trentaine d'années à partir de 1970, les laboratoires d'AT&T sont un lieu où les noirs américains devenus physiciens se retrouvent. Renommé pour son environnement propice à la recherche, dynamique, le laboratoire offre à l'époque un cadre attirant particulièrement les scientifiques issus de minorités, de plus en plus nombreux.
C'est dans ce contexte qu'en 1976, Shirley Ann Jackson a été embauchée aux laboratoires AT&T Bell en tant que chercheuse où elle commence par des projets portant sur la physique de la matière condensée, notamment sur les propriétés supraconductrices des céramiques, puis se concentre sur les propriétés des semi-conducteurs et sur le mouvement des électrons à la surface de l'hélium liquide. Elle est ensuite mutée en 1978 à la section Scattering and Low Energy Physics Research Laboratory. Elle y mène des recherches en physique théorique, en physique du solide, en physique quantique et en optique sur les gaz, les films et les semi-conducteurs.
Durant sa carrière à At&T, elle s'engage dans diverses institutions et entreprises, en faisant partie de plusieurs conseils d'administration, notamment : celui d'une banque du New Jersey, celui d'entreprises du secteur de l'électricité et du secteur pétrolier. Elle a aussi siégé à la MIT Corporation. Jackson participe par ailleurs à la création de la commission des sciences et technologies du New Jersey et y est nommée en 1985, par Thomas Kean, gouverneur de l'époque. Son mandat est ensuite prolongé de cinq ans en 1989 par le gouverneur Kean.
Tout en continuant de travailler pour les laboratoires d'AT&T, elle participe à un comité consultatif pour le secrétaire à l'Énergie des États-Unis, à divers conseils pour l'Académie nationale des sciences et fait partie de l'Advisory Council de l'Institute of Nuclear Power Operations, entre autres engagements extra-professionnels. Elle a ainsi siégé au conseil d'administration de la Société américaine de physique et de l'American Institute of Physics, du MIT à partir du milieu des années 1970, de l'université Rutgers et de l'université Lincoln en Pennsylvanie à partir de 1980, en particulier à la Fondation Barnes, dépendante de cette dernière université, fondation à laquelle appartient un musée d'art africain. Elle est membre de la direction de l'université Lincoln jusqu'en 1992.

#### Université Rutgers
Jackson fait partie dès 1986 du Board of trustees de l'université Rutgers avant de devenir membre du conseil d'administration en 1990, participant à la planification et la politique d'éducation de l'institution.
Shirley Ann Jackson quitte partiellement AT&T en 1991 pour devenir professeur de physique théorique à l'université Rutgers, jusqu'en 1995, tout en restant consultante pour les laboratoires d'AT&T Bell, dans le domaine des semi-conducteurs. Jackson fait partie du département de physique et d'astronomie et donne des cours sur les propriétés électroniques et optiques des systèmes à deux dimensions et chapeaute les étudiants travaillant pour leur PhD.

#### Institutions publiques
Jackson est nommée par le président William Clinton à la présidence de la commission de réglementation nucléaire des États-Unis (NRC) à partir de juillet 1995,, après deux mois en tant que commissionnaire. Disposant d'un budget de 500 millions de dollars, elle est alors responsable de la protection des civils face aux dangers nucléaires, de l'entretien et de la rénovation du parc nucléaire alors vieillissant aux États-Unis, et du stockage des déchets nucléaires. Ses débuts au NRC sont mouvementés : les opposants au nucléaires montent au créneau alors qu'elle est tout juste nommée. En réponse aux critiques, elle a décidé la fermeture de multiples installations qui avaient continué à opérer en violation des codes sanitaires.
À la tête du NRC, Shirley Ann Jackson a aussi lancé une grande refonte de l'institution pour la rendre plus efficace et changer les méthodes d'estimation des risques, pour les rendre plus rigoureuses. Son passage dans la commission a rencontré une critique globalement positive.
Durant son mandat, elle a aussi participé à la fondation de l'International Nuclear Regulators Association dont elle a été la première présidente en 1997.

#### Rensselaer Polytechnic Institute

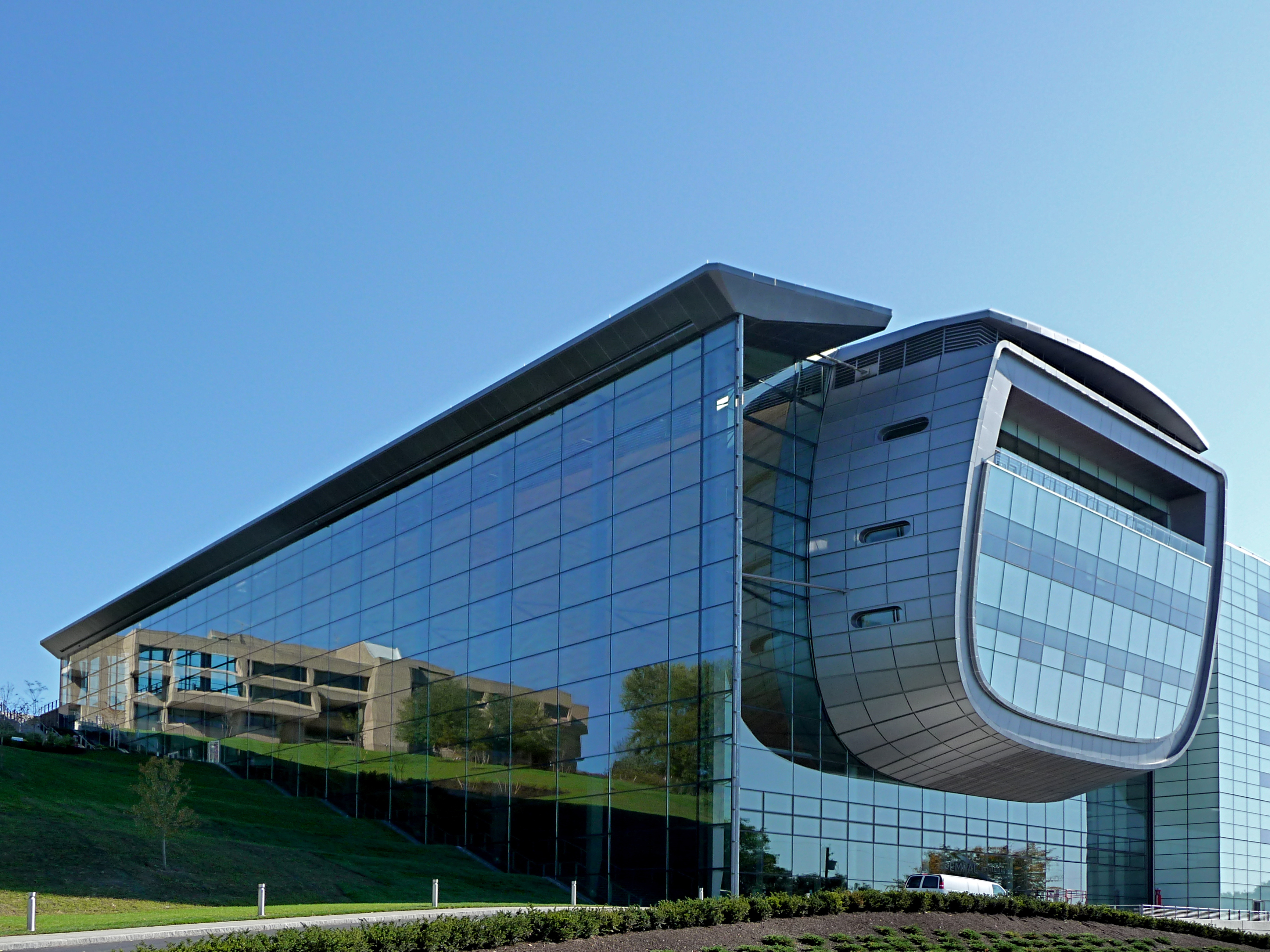
Façade nord-ouest de l'Experimental Media and Performing Arts Center (EMPAC), commandité par Jackson à l'aide de fonds collectés auprès d'alumni et d'entreprises.

Sollicitée en décembre 1998 par le conseil d'administration de l'institut, Shirley Ann Jackson est nommée le 1er juillet 1999 directrice de l'université privée Rensselaer Polytechnic Institute. Son élection à la présidence de cette institution est une première : jusque-là aucune femme noire n'avait dirigé une institution scientifique de recherche.
Elle fait partie des présidents d'universités privées les mieux payés des États-Unis, ainsi, une enquête sur les salaires et compensations des présidents d'université privées portant sur 2006-2007 lui prête un salaire de 1,3 million de dollars, ce qui était assez mal vu en période de crise, aussi Jackson s'est engagée à reverser 5 % de son salaire en 2009 pour le financement des bourses universitaires, d'autant plus qu'il lui est alors reproché de passer un temps non négligeable hors de l'université du fait de ses obligations dans divers conseils d'administration. Elle est payée 2,34 millions de dollars en 2010, ses gratifications passant de 568 564 dollars en 2009 à 2 340 441 dollars en 2010. Ce salaire cependant, comme les années précédente est en grande partie non payé et reporté aux années suivantes.
Sa rémunération est depuis son arrivée en poste un sujet annuel d'attention médiatique, cristallisant le débat entre soutiens estimant que la paye est justifiée par la bonne gestion du campus, et détracteurs qui considèrent que ce salaire et les avantages l'accompagnant entachent la réputation de l'école. Ces crises annuelles se jouent par ailleurs sur un fond récent de controverse, le sénat étudiant du RPI ayant fait passer en 2011 une résolution appelant au remplacement de Jackson, à onze votes contre sept, estimant que son style de gestion de l'école avait mené à une baisse du moral et un climat d'intimidation.
En plus de se rétributions en tant que présidente du RPI, Shirley Ann Jackson a reçu 1,3 million de dollars en 2011 en tout, pour son rôle dans les conseils d'administration de six entreprises dont Marathon Oil, IBM, FedEx, Public Service Enterprise Group, Medtronic Inc. et NYSE Euronext. Elle a été présidente aussi, en 2011, d'un des dix conseils de développement économique lancés par Andrew Cuomo dans l'état de New York, avant d'en démissionner en 2012 pour des raisons de planning.

## Famille
La petite sœur de Shirley Ann Jackson, Gloria Jackson Joseph, est avocate et directrice administrative du National Labor Relations Board du district de Columbia,, sa grande sœur, Barbara Jackson Avery est vice-présidente et doyenne de l'Occidental College, à Los Angeles ,en Californie après avoir été vice-présidente des affaires étudiantes de la Holy Names University (en) à Oakland. Son frère, le plus jeune de la fratrie, est décédé en 1984 d'une hémorragie cérébrale.
Des parents de Shirley Jackson, seule sa mère est encore vivante, à 85 ans en 2002, son père étant mort en 1998.
Alors qu'elle travaille à AT&T, elle y rencontre le physicien Morris A. Washington avec qui elle se marie en 1980 et dont elle a un fils, nommé Alan étudiant au Dartmouth College,. Morris Washington est professeur de physique au Rensselaer Polytechnic Institute et directeur assistant du Centre d'électronique intégrée et d'assemblage électronique du Rensselaer Institute.

## Lutte contre les discriminations
Arrivée au MIT en 1964 en plein mouvement des droits civiques, elle a été pendant une bonne partie de sa scolarité victime d'ostracisme et d'insultes, ses camarades, même les autres filles, refusant de s'asseoir à côté d'elle. On lui a craché et jeté des objets dessus. Seule femme noire de sa promotion qui ne comprenait que 43 femmes sur presque 900 undergraduates et vingt Noirs parmi près de 8 000 étudiants elle demeure isolée,, jusqu'à ce qu'elle finisse par faire partie d'une sororité (uniquement composée de femmes noires). Elle finit présidente de cette sororité à la fin de ses études au MIT.
L'un de ses professeurs lui aurait même dit que « les filles de couleur devraient apprendre un métier. ».
De ses recherches, elle a admis qu'il a été difficile d'obtenir le respect de ses pairs, du fait d'un environnement typiquement blanc et masculin.

### Black Student Union
Elle a travaillé en collaboration avec le Syndicat des étudiants noirs tout le long de sa scolarité pour amener le conseil d'administration du MIT à augmenter les effectifs des minorités et des femmes dans les promotions étudiantes, démarche qui eut les effets escomptés. Coprésidente pendant deux ans en tant qu’undergraduate et conseillère après sa graduation, elle participa au recrutement dans le syndicat étudiant et obtint du MIT que les conditions d'admission soient assouplies pour les minorités. Elle a pu continuer son action des années plus tard lorsqu'elle a été élue au conseil d'éducation de l'université en 1976, puis au conseil d'administration.

### Promotion des afro-américaines en science
Dans le cadre de sa démarche anti-discriminatoire, Jackson a servi pendant un mandat au National Society of Black Physicists de 1980 à 1982.
Durant sa carrière aux laboratoires d'AT&T Bell, Jackson s'est impliquée particulièrement dans la promotion des minorités et des femmes dans les sciences et a dans ce cadre, participé à des comités consacrés à ces sujets à l'Académie nationale des sciences, l'Association américaine pour l'avancement des sciences, dont elle est présidente en 2004 et siège au conseil d'administration à partir de 2005, et la Fondation nationale pour la science. En tant que membre du National Research Council, elle a été très active de 1980 à 1995 au travers du comité destiné à la promotion des femmes.

## Domaines d'étude
Shirley Ann Jackson a notamment contribué dans les domaines de la physique des particules, de l'optique, de la physique des couches minces. Elle a travaillé sur :
- la rétrodiffusion à trois corps ;
- l'étude des ondes de densité de charge dans des composés multicouche ;
- les propriétés polaroniques des électrons à la surface de films d'hélium liquide ;
- les dichalcogénures ;
- les propriétés optiques et électroniques des strained-layer semiconductor superlattices.

Elle a publié 44 articles, comme unique auteur, dans des revues à comité de lecture, et plus d'une centaine comme co-auteur.

## Récompenses et nominations
Jackson a reçu plusieurs bourses universitaires, dont la Martin Marietta Aircraft Company Scholarship and Fellowship, la Prince Hall Masons Scholarship, un stage de la National Science Foundation et la bourses pour études avancées de la Fondation Ford. Elle a été élue dans l'administration de sociétés savantes, telles la Société américaine de physique, dont elle est fellow, et la Société américaine de philosophie. Elle est aussi fellow de l'Académie américaine des arts et des sciences. En outre, l'accomplissement dont elle est la plus fière est d'avoir été nommée en juin 1991 membre perpétuel du conseil d'administration du MIT.
Ses réalisations en science et éducation lui ont valu plusieurs récompenses, dont la CIBA-GEIGY Exceptional Black Scientist Award. Le gouverneur James Florio lui a attribué la Thomas Alva Edison Science Award en 1990 ou 1993 pour ses contributions en physique et en promotion des sciences. En 2001, elle reçoit la Richtmyer Memorial Award (en), décernée annuellement par l'American Association of Physics Teachers (en). Elle a aussi été plus de 50 fois docteur honoris causa. En 2007, elle reçoit la Vannevar Bush Award (en) pour « l’œuvre d'une vie en recherche scientifique, éducation et ses contributions aux politiques publiques ».
Elle a été introduite au National Women's Hall of Fame en 1998 pour ses « contributions significatives comme scientifique distinguée et sa promotion de l'éducation, la science et des politiques publiques ». Plus récemment, elle est nommée l'une des 50 femmes les plus importantes en science par le magazine Discover et a reçu en mars 2000 la Golden Torch Award de la National Society of Black Engineers,.
Jackson est active dans des associations professionnelles et des commissions publiques sur des sujets scientifiques. En 1995, le gouverneur Thomas Kean la nomme sur la commission New Jersey Commission on Science and Technology. Elle est une voie active sur de nombreux comités de l'Académie nationale des sciences, l'Association américaine pour l'avancement des sciences (AAAS) ainsi que la National Science Foundation. Ses actions visent la préservation et le renforcement de la capacité américaine pour l'innovation, par le support accru pour la recherche de base en science et génie. Ceci est fait en partie en attirant des talents étrangers et en développant le talent américain en attirant des femmes et des membres de communautés sous-représentées dans des carrières scientifiques. En 2004, elle devient présidente de l'Association américaine pour l'avancement des sciences et est directrice de l'AAAS en 2005.
Jackson continue à être impliquée en politique. En 2008, elle devient vice-rectrice universitaire du Council on Competitiveness (en) américain, un organisme sans but lucratif basé à Washington. En 2009, le président Obama la nomme sur le President’s Council of Advisors on Science and Technology (en), un groupe-conseil de 20 membres sur la politique publique.
En 2021, une médaille Oersted salue son rôle dans l'enseignement de la physique.